# 자니 드게도
자니 드게도(Johnny Delgado, 1948년 2월 28일 ~ 2009년 11월 19일)는 필리핀의 영화배우, 희극 배우이다.
마닐라에서 태어났으며 케손시티에서 사망하였다. 사인은 림프종이다.

## 영화
- 다요 (2008년)
- 폭염 (2006년)
- 막달레나 (2004년)
- 울어야 사는 여자 (2003년) - 성직자 역
- 마르코스 최후의 날 (1988년)
- 안젤라 마르카도 (1980년)